# Pepe Carvalho
Pepe Carvalho es el protagonista de una serie de novelas y relatos de ficción escritos por Manuel Vázquez Montalbán, continuada a la muerte de éste por Carlos Zanón.

## El personaje
Carvalho es un atípico detective privado de personalidad rica, compleja y contradictoria, cuyas aventuras sirven al autor para retratar, y a menudo criticar, la situación política y cultural de la cambiante sociedad española de la última mitad del siglo XX. Por ejemplo, el proceso autodestructivo del Partido Comunista en los primeros tiempos de la transición se describe en Asesinato en el Comité Central, la caída del felipismo en los años noventa es el telón de fondo de El premio, o el discutido proceso de transformación de Barcelona con motivo de las Olimpiadas de 1992 está presente en Sabotaje Olímpico.
Carvalho es en su juventud (durante los años 1950) militante del Partido Comunista de España y, de hecho, su activismo contra el régimen franquista le lleva a la cárcel. Después, desengañado sentimental e ideológicamente, cada vez más desencantado y siempre contradictorio, acaba ejerciendo durante cuatro años como agente de la CIA.
Hombre de vasta cultura, otro chocante rasgo de su personalidad es su cínica afición por condenar a la hoguera libros de su nutrida biblioteca desde comienzos de la década de 1970.
De origen gallego, Barcelona es su ciudad y, aunque es un gran viajero y muchas aventuras transcurren en otros lugares, la notoriedad del personaje ha dado a la capital catalana ese aire de ciudad literaria mítica que tanto aprecia él mismo en otras, como el Singapur de William Somerset Maugham.
La pasión gastronómica de Carvalho y su ayudante Biscuter es la de su creador, por lo que no faltan en las novelas apasionadas descripciones culinarias de los platos más diversos.
La saga pareció tener su punto final con la publicación póstuma de Milenio Carvalho (2004), donde el protagonista, acompañado de su inseparable Biscuter, se autoimpone una última aventura en forma de vuelta al mundo que acaba convirtiéndose en una mirada amarga y melancólica sobre la situación sociopolítica mundial y el paso del tiempo.
Pero en 2017 aparecía la noticia de que los herederos de Vázquez Montalbán y Editorial Planeta, que publica las novelas protagonizadas por el detective, habían llegado a un acuerdo con el escritor Carlos Zanón para que éste continuase la saga, y así, en 2019 veía la luz Problemas de identidad.

## Adaptaciones a la pantalla
Diversas novelas y relatos protagonizados por Carvalho son adaptados para la televisión, sin excesivo éxito de crítica ni de público. Primero es una serie de TVE protagonizada por Eusebio Poncela en los años ochenta, después otra, esta vez de producción hispano-argentina, que se cancela tras del primer episodio, con Juan Diego en el papel de Carvalho y, finalmente, dos series distintas, una italo-española de seis episodios y otra de solo cuatro producida por las televisiones catalana, gallega y francesa, ambas protagonizadas por Juanjo Puigcorbé y con guion de Pedro Molina Temboury. 
En cuanto al cine, cuatro son las películas realizadas: 
- Tatuaje (1976), de Bigas Luna, protagonizada por Carlos Ballesteros. Estrenada en las salas en 1979.
- Asesinato en el Comité Central (1983), de Vicente Aranda, con Patxi Andión en el papel del detective.
- Los mares del Sur (1991), de Manuel Esteban, con Juan Luis Galiardo en el papel de Carvalho.
- El laberinto griego (1993), de Rafael Alcázar, protagonizada por Omero Antonutti (interpretando sin duda a Carvalho, pero se trata de un personaje que lleva el nombre de Bardón).

Además, en 1985 se realiza la película Olímpicament mort directamente para el mercado televisivo (se estrenó en TV3 el 15 de octubre de 1986), donde Constantino Romero interpreta al detective y el propio Manuel Vázquez Montalbán es el narrador. La película cuenta con la dirección de Manuel Esteban, la colaboración en el guion de Jean-Claude Izzo y con las apariciones estelares del cineasta Pere Portabella y del escritor español de novela negra Andreu Martín.

## Obra

### Manuel Vázquez Montalbán
- Yo maté a Kennedy. Impresiones, observaciones y memorias de un guardaespaldas, Planeta, 1972
- Tatuaje, Batlló, 1974, Planeta, 1986
- La soledad del mánager, Planeta, 1977
- Los mares del Sur, Planeta, 1979, Premio Planeta 1979 y Prix International de Littérature Policière 1981
- Asesinato en el Comité Central, Planeta, 1981, Premio Recalmare
- Los pájaros de Bangkok, Planeta, 1983
- La Rosa de Alejandría, Planeta, 1984
- El Balneario, Planeta, 1986, Premio Bunche de la Crítica de la R. F. de Alemania
- Historias de fantasmas, Planeta, 1987

Una desconocida que viajaba sin documentación
El barco fantasma
Pablo y Virginia
- Historias de padres e hijos, Planeta, 1987

Desde los tejados
Buscando a Sherezade
Hice de él un hombre
- Tres historias de amor, Planeta, 1987

Las cenizas de Laura
De lo que pudo haber sido y no fue
La muchacha que no sabía decir no
- Historias de política ficción, Planeta, 1987

Federico III de Castilla y León
La guerra civil no ha terminado
Aquel 23 de febrero
- Asesinato en Prado del Rey y otras historias sórdidas, Planeta, 1987

Asesinato en Prado del Rey
Cita mortal en Up and Down
Jordi Anfruns, sociólogo sexual
El signo del Zorro
- El delantero centro fue asesinado al atardecer, Planeta, 1988, Premio Ciudad de Barcelona
- Las recetas de Carvalho, Planeta, 1989
- El laberinto griego, Planeta, 1991
- Sabotaje olímpico, Planeta, 1993
- El hermano pequeño, Planeta, 1994

El hermano pequeño
La soledad acompañada del pavo asado (Cuento de Navidad)
El exhibicionista
Tal como éramos
El coleccionista
Puzzles (Dos homenajes a Agatha Christie)
1. El caso de la abuelita fusilada
2. El cofre de las tres joyas
Por una mala mujer
- Roldán, ni vivo ni muerto, Planeta, 1994, ilustraciones de Alfonso Font
- El premio, Planeta, 1996
- Antes de que el milenio nos separe. Carvalho contra Vázquez Montalbán (en Carvalho 25 años. Estuche conmemorativo, Planeta, 1997)
- Quinteto de Buenos Aires, Planeta, 1997
- El hombre de mi vida, Planeta, 2000
- Carvalho gastronómico, vols. 1 a 10, Ediciones B, 2002 y 2003
- Milenio Carvalho I. Rumbo a Kabul, Planeta, 2004
- Milenio Carvalho II. En las antípodas, Planeta, 2004
- Cuentos negros, Galaxia Gutenberg, 2011

La muchacha que pudo ser Emmanuelle
Cuentos negros
Los kamikazes de la autopista
La viajera
La diosa desnuda
El caso del espía posmoderno
Pepe Carvalho en la ciudad de los espías y los héroes
Poética carvalhiana
Barcelona: la ciudad de Pepe Carvalho
¿Quién es el asesino?

### Carlos Zanón
- Carvalho: problemas de identidad, Planeta, 2019

### Quim Aranda
- Pepe Carvalho, una noticia biográfica I. El país de la infancia (en Carvalho 25 años. Estuche conmemorativo, Planeta, 1997)
- Pepe Carvalho, una noticia biográfica II. Viaje de ida y vuelta (en Carvalho 25 años. Estuche conmemorativo, Planeta, 1997)
- 101 preguntas sobre Carvalho. Test del perfecto carvalhista (en Carvalho 25 años. Estuche conmemorativo, Planeta, 1997)

### Otros
- A Carvalho y Vázquez Montalbán. Dedicatorias I, varios autores (en Carvalho 25 años. Estuche conmemorativo, Planeta, 1997)
- A Vázquez Montalbán y Carvalho. Dedicatorias II, varios autores (en Carvalho 25 años. Estuche conmemorativo, Planeta, 1997)
- Un paseo visual, fotografías de escenarios de la serie (en Carvalho 25 años. Estuche conmemorativo, Planeta, 1997)

## Películas y series de televisión
| Año  | Película / Serie (TV) Episodio                 | Director                              | Actor (Pepe Carvalho) | Lugar de producción   |
| ---- | ---------------------------------------------- | ------------------------------------- | --------------------- | --------------------- |
| 1976 | Tatuaje                                        | Bigas Luna                            | Carlos Ballesteros    | España                |
| 1983 | Asesinato en el Comité Central                 | Vicente Aranda                        | Patxi Andión          | España                |
| 1986 | Olímpicament mort (TV)                         | Manuel Esteban                        | Constantino Romero    | España                |
| 1986 | Las aventuras de Pepe Carvalho (TV)            | Adolfo Aristarain y José Ramón Larraz | Eusebio Poncela       | España                |
|      | Young Sierra, peso mosca                       |                                       |                       |                       |
|      | La dama inacabada                              |                                       |                       |                       |
|      | Golpe de estado                                |                                       |                       |                       |
|      | El mar, un cristal opaco                       |                                       |                       |                       |
|      | El caso de la gogo girl                        |                                       |                       |                       |
|      | La curva de la muerte                          |                                       |                       |                       |
|      | Recién casados                                 |                                       |                       |                       |
|      | Pigmalión                                      |                                       |                       |                       |
| 1990 | El laberinto griego                            | Rafael Alcázar                        | Omero Antonutti       | España                |
| 1991 | Los mares del Sur                              | Manuel Esteban                        | Juan Luis Galiardo    | España                |
| 1997 | Pepe Carvalho en Buenos Aires (TV)             |                                       |                       | España/Argentina      |
|      | El hombre oculto                               | Luis Barone                           | Juan Diego            |                       |
| 1999 | Pepe Carvalho. La serie (TV)                   |                                       | Juanjo Puigcorbé      | España/Italia/Francia |
|      | La soledad del mánager                         | Merzak Allouache                      |                       |                       |
|      | Buscando a Sherezade                           | Franco Giraldi                        |                       |                       |
|      | El delantero centro fue asesinado al atardecer | Franco Giraldi                        |                       |                       |
|      | El hermano pequeño                             | Enrique Urbizu                        |                       |                       |
|      | Tal como éramos                                | Rafael Moleón                         |                       |                       |
|      | Padre, patrón                                  | Emmanuelle Cuau                       |                       |                       |
| 2003 | Pepe Carvalho (TV)                             |                                       | Juanjo Puigcorbé      | España/Francia        |
|      | Cita mortal a l’Up & Down                      | Laurent Jaoui                         |                       |                       |
|      | Els mars del Sud                               | Philippe Venault                      |                       |                       |
|      | La rosa d’Alexandria                           | Rafael Moleón                         |                       |                       |
|      | El premi                                       | Fabrice Cazeneuve                     |                       |                       |
| 2007 | La tele de tu vida (TV)                        |                                       |                       | España                |
|      | Episodio 1.4                                   | Francisco Quintanar                   | Eusebio Poncela       |                       |

## Premio Pepe Carvalho
Desde 2006 se entrega el Premio Pepe Carvalho, auspiciado por el ayuntamiento de Barcelona, que se concede a autores de cualquier nacionalidad con una amplia y reconocida trayectoria en el campo de la novela negra y el género policíaco.
Autores galardonados
- 2006 Francisco González Ledesma[6]
- 2007 Henning Mankell[6]
- 2008 P. D. James[6]
- 2009 Michael Connelly[6]
- 2010 Ian Rankin[6]
- 2011 Andreu Martín[6]
- 2012 Petros Márkaris[6] [7]
- 2013 Maj Sjöwall[6] [8]
- 2014 Andrea Camilleri[6]
- 2015 Alicia Giménez Bartlett[6]
- 2016 Donna Leon[6]
- 2017 Dennis Lehane[6]
- 2018 James Ellroy[9]
- 2019 Claudia Piñeiro[6]
- 2020 Juan Madrid[6]
- 2021 Joyce Carol Oates[6]
- 2022 Don Winslow[6]
- 2023 Leonardo Padura[6]
- 2024 Jo Nesbo[6]